# اداره سیاست نژادی ان‌اس‌دآپ
اداره سیاست نژادی ان‌اس‌دآپ یا اِر پ آ اداره‌ای در حزب سوسیالیست ملی کارگران آلمان (ان‌اس‌دآپ) بود که برای «یکی کردن و نظارت بر همه فعالیتهای نلقینی و تبلیغاتی در زمینه سیاستهای جمعیتی و نژادی» تأسیس شد. این اداره در ۱۹۳۳ با نام اداره روشنگری در خصوص سیاست جمعیتی و رفاه نژادی (Aufklärungsamt für Bevölkerungspolitik und Rassenpflege) شروع شد. در ۱۹۳۵ به اداره سیاست نژادی ان‌اس‌دآپ (Rassenpolitisches Amt der NSDAP یا RPA) تغییر نام داد. دکتر والتر گروس تا زمان خودکشی اش در پایان جنگ جهانی دوم در آوریل ۱۹۴۵ ریاست ار پ آ را بر عهده داشت.

## قصد
نقش اصلی ار پ آ نظارت بر تولید و نظارت بر تبلیغات در خصوص آگاهی قومی نژاد برتر نوردیک آریایی بود. این کار توسط مسئولین رایش به نام «روشنگری» شمرده می‌شد تا «تبلیغات» زیرا «فراخوانی به اقدام فوری نبود بلکه تغییری بلندمدت در گرایش» بود. دکتر گروس می‌خواست مردم به خود شان نه به عنوان فرد بلکه به عنوان یک پیوند در یک زنجیره عظیم حیاتی بنگرند.